# Ayaka Wada
Ayaka Wada (和田彩花, Wada Ayaka, née le 1 août 1994 au Japon) est une chanteuse, seiyū et idole japonaise du Hello! Project, membre depuis 2009 et leader du groupe de J-pop S/mileage renommé Angerme en 2015.

## Biographie
Ayaka Wada débute en 2004, sélectionnée avec le Hello Pro Egg, et forme le groupe Shugo Chara Egg! en 2008. En parallèle, elle forme le groupe S/mileage en mai 2009, et rejoint le groupe provisoire ZYX-α en août suivant.
Elle quitte Shugo Chara Egg! en septembre 2009 et y est remplacée, se consacrant désormais à S/mileage.
En mars 2010, elle est "graduée" du Hello! Pro Egg avec les membres de S/mileage, quittant son statut de débutante "egg" pour devenir membre active du Hello! Project à part entière. Le même mois, elle est choisie avec deux de ses collègues de S/mileage pour doubler les voix des trois héroïnes de la série anime Hime Chen! Otogi Chikku Idol Lilpri, et forme avec elles en parallèle à S/mileage le groupe Lilpri dérivé de la série.
Le 31 décembre 2016, Ayaka Wada, en plus d'être membre de la 1re génération et leader d'Angerme, est désormais nommée leader de tout le Hello! Project après la future dissolution d'un groupe plus ancien °C-ute.

## Groupes
Au sein du Hello! Poject
- Hello! Pro Egg (2004–2010)
- Shugo Chara Egg! (2008-2009)
- S/mileage (2009-2019)
- ZYX-α : (2009)
- Lilpri (2010-2011)
- Bekimasu (2011)
- Hello! Project Mobekimasu (2011)
- Peaberry (2012–2013)

## Discographie

### Avec S/mileage / Angerme
Singles
- 7 juin 2009 : Amanojaku
- 23 septembre 2009 : Asu wa Date na no ni, Ima Sugu Koe ga Kikitai
- 23 novembre 2009 : Suki Chan
- 14 mars 2010 : Otona ni Narutte Muzukashii!!!
- 26 mai 2010 : Yume Miru Fifteen
- 28 juillet 2010 : Gambara Nakute mo ee Nende!!
- 29 septembre 2010 : Onaji Jikyū de Hataraku Tomodachi no Bijin Mama
- 9 février 2011 : Short Cut
- 27 avril 2011 : Koi ni Booing Boo!
- 6 juillet 2011 : Uchōten Love
- 28 septembre 2011 : Tachia Girl
- 28 décembre 2011 : Please Miniskirt Post Woman
- 1er février 2012 : Chotto Matte Kudasai!
- 2 mai 2012 : Dot Bikini
- 22 août 2012 : Suki yo, Junjō Hankōki
- 28 novembre 2012 : Samui ne
- 20 mars 2013 : Tabidachi no Haru ga Kita
- 3 juillet 2013 : Atarashii Watashi ni Nare! / Yattaruchan
- 18 décembre 2013 : Ee ka!? / "Ii Yatsu"
- 30 avril 2014 : Mystery Night! / Eighteen Emotion
- 20 août 2014 : Aa Susukino/Chikyuu wa Kyou mo Ai wo Hagukumu
- 4 février 2015 : Taikibansei / Otome no Gyakushuu
- 22 juillet 2015 : Nanakorobi Yaoki / Gashinshoutan / Mahoutsukai Sally
- 11 novembre 2015 : Desugita Kui wa Utarenai / Dondengaeshi / Watashi
- 27 avril 2016 : Tsugitsugi Zokuzoku / Itoshima Distance / Koi Nara Tokku ni Hajimatteru
- 19 octobre 2016 : Umaku Ienai / Ai no Tame Kyou Made Shinkashite Kita Ningen, Ai no Tame Subete Taikashita Ningen / Wasurete Ageru
- 21 juin 2017 : Ai Sae Areba Nanni mo Iranai / Namida Iro no Ketsui / Majokko Megu-chan
- 13 décembre 2017 : Manner Mode / Kisokutadashiku Utsukushiku / Kimi Dake ja nai sa...friends (DVD single)
- 9 mai 2018 : Nakenai ze・・・Kyoukan Sagi / Uraha=Lover / Kimi Dake ja nai sa...friends (2018 Acoustic Ver.)
- 31 octobre 2018 : Tade Kuu Mushi mo Like it! / 46okunen LOVE
- 10 avril 2019 : Koi wa Accha Accha / Yumemita Fifteen

Albums
- 8 décembre 2010 : Warugaki 1
- 30 mai 2012 : S/mileage Best Album Kanzenban 1
- 22 mai 2013 : 2 Smile Sensation
- 25 novembre 2015 : S/mileage / Angerme Selection Album "Taiki Bansei"
- 15 mai 2019 : Rinnetenshou ~ANGERME Past, Present & Future~

### Autres participations
- 10 décembre 2008 : Minna no Tamago (avec Shugo Chara Egg!)
- 25 février 2009 : Shugo Shugo! (avec Shugo Chara Egg!)
- 16 juin 2010 : Little Princess Pri! (avec Lilpri)
- 17 novembre 2010 : Idolulu (avec Lilpri)
- 6 août 2011 :  Makeru na Wasshoi! (avec Bekimasu), sortie limitée et ré-éditée le 21 décembre 2011
- 16 novembre 2011 : Busu ni Naranai Tetsugaku (avec Hello! Project Mobekimasu)
- 7 novembre 2012 : Cabbage Hakusho / Forest Time (キャベツ白書 / フォレストタイム) (avec Peaberry / Harvest)
- 27 février 2013 : Cabbage Hakusho ~Haru~ (avec Peaberry)

### Autres chansons
- 27 mai 2009 : Omakase Guardian (Omakase Guardian des Guardians 4 avec Shugo Chara Egg!
- 2 septembre 2009 : School Days (School Days des Guardians 4 avec Shugo Chara Egg!
- 15 juillet 2009 : Mirai Yosōzu II (Chanpuru 1 ~Happy Marriage Song Cover Shū~) du Hello! Project avec ZYX-α

## Filmographie
Films
- 2012 : Kaidan Shin Mimibukuro•Igyô (怪談新耳袋・異形?) (Shiori)

Dramas
- 2010 : Hanbun Esper
- 2010 : Love Letter 5 Years Ago (5年後のラブレター) (Kanzaki Mai enfant )
- 2012 : Suugaku♥Joushi Gakuen (数学♥女子学園)

Animés
- 2010-2011 : Hime-chen! Otogichikku Idol Lilpri (ひめチェン!おとぎちっくアイドル リルぷりっ) (Yukimori Ringo)

Internet
- 2011 : Michishige Sayumi no "Mobekimasutte Nani??" (道重さゆみの『モベキマスってなに？？』)

## Divers
DVD
- 2 mars 2011 : Ayaka (彩花)
- 7 mars 2012 : Aya
- 14 février 2013 : Vivid Flower
- 1er août 2014 : The season

Programmes TV
- 2 septembre 2007 : Chao.TV (ちゃお.TV)
- 29 mars 2010- : Test no Hanamichi (テストの花道) (Régulière)
- 2010– : Hanasaka Times (Disney Corner; Hanasaka Disney)
- 2010 : Oha Star (おはスタ) (2 episodes)
- 2010 : Go! Bungee Police (出動！バンジーP)
- 2011 : Smile Factory
- 2011–2012 : HELLOPRO! TIME (ハロプロ！ＴＩＭＥ)
- 2012 : S/mileage no Sono Joshiki Choto Mate Kudasai! (スマイレージのその常識チョトマテクダサイ!)
- 2012– : Hello! SATOYAMA Life (ハロー！ＳＡＴＯＹＡＭＡライフ)

Comédies musicales et théâtres
- 2007 : Reverse! ~Watashi no Karada Doko Desu ka?~ (リバース！～私の体どこですか？～)
- 2009 : Shugo Chara! (しゅごキャラ!)
- 24-30 avril 2013 : Moshimo kokumin ga Shushō o erandara

Photobooks
- 25 février 2011 : Wada Ayaka 16 (和田彩花 16)
- 15 février 2012 : Aya -aya- (彩 -aya-)
- 25 avril 2013 : S/mileage ② ~AyaKanon 18sai no Yakusoku~(avec Kanon Fukuda)

livres
- 15 mars 2014 : Otome no Kaiga Onnai ~"Kawaii" wo Mitsukeru to Meiga ga Motto Wakaru~

## Liens
- (ja) Profil officiel avec Angerme
- (ja) Blog officiel de Ayaka Wada